# Werner Nilsen
Werner Nilsen (4 de febrero de 1904 , Skien, Noruega - 10 de mayo de 1992, San Luis, Misuri) fue un jugador de fútbol estadounidense de origen noruego. 

## Selección nacional
Fue miembro de la selección estadounidense con 2 partidos y jugó 1 Mundial en 1934. Nilsen disputó el partido clasificatorio al Mundial de 1934 ante México en Roma, donde fue victoria por 4-2, y participó en la derrota en primera fase ante Italia por 1-7 en el Mundial de 1934.

### Participaciones en Copas del Mundo
| Mundial                        | Sede   | Resultado    |
| ------------------------------ | ------ | ------------ |
| Copa Mundial de Fútbol de 1934 | Italia | Primera fase |

## Clubes
| Club                             | País           | Año         |
| -------------------------------- | -------------- | ----------- |
| Skiens Grane                     | Noruega        | Desconocido |
| Norwegian-Americans              | Estados Unidos | 1923 - 1925 |
| Hub F.C.                         | Estados Unidos | 1925 - 1926 |
| Boston Soccer Club               | Estados Unidos | 1926 - 1929 |
| Fall River F.C.                  | Estados Unidos | 1929 - 1930 |
| New York Yankees                 | Estados Unidos | 1931        |
| New Bedford Whalers              | Estados Unidos | 1931 - 1932 |
| St. Louis Central Breweries F.C. | Estados Unidos | 1932 - 1937 |
| South Side Radio                 | Estados Unidos | 1937 - 1938 |